# Christine Bourbeck
Christine Bourbeck, eigentlich Frauke Christine Bourbeck (* 19. Juni 1894 in Hage; † 20. Februar 1974 in Bad Pyrmont), war eine deutsche Theologin, Lehrerin, Religionspädagogin und Schuldirektorin. Sie gilt als eine der wichtigsten Theologinnen Deutschlands. Durch ihr Engagement hatte sie einen wesentlichen Anteil daran, dass Frauen Pfarrstellen in fast allen Gliedkirchen der Evangelischen Kirche in Deutschland (EKD) und im damaligen Bund der Evangelischen Kirchen in der DDR mit den gleichen Rechten wie ihre männlichen Kollegen antreten konnten.
Nach Jahren der Berufstätigkeit als Lehrerin und Schulleiterin studierte Bourbeck unter anderem Theologie und verantwortete die Aus- und Fortbildung von Frauen in sozialen und geistlichen Berufen. Die Ostfriesin wurde vor allem durch die Leitung des Vikarinnenseminars der Evangelischen Kirche der altpreußischen Union (ab 1953: Evangelische Kirche der Union) (1952–1961) im Johannesstift in Berlin-Spandau bekannt. Sie war maßgeblich an der Abfassung des Pastorinnengesetzes des Bundes evangelischer Landeskirchen von 1962 beteiligt, das Theologinnen die Ordination zugestand. Daneben verfasste Christine Bourbeck vierzehn selbstständige Schriften und etwa einhundert Aufsätze. In ihrem Werk und in der Ausbildung der Vikarinnen förderte sie „den Dialog mit den Humanwissenschaften, die Auseinandersetzung mit den Zeitströmungen und der sozialen Frage, mit der Literatur und der Kunst ihrer Zeit“. Auch im Ruhestand lieferte sie in den 1960er Jahren Denkanstöße, so zur theologischen Reflexion über das Alter.

## Leben
Christine Bourbeck wurde am 19. Juni 1894 als Tochter des Kaufmanns Hermann Bourbeck und seiner Frau Anna, geb. Gerdes im ostfriesischen Hage geboren. Nach dem Besuch der Grundschule war sie von 1904 bis 1910 Schülerin der Höheren Töchterschule in Norden. Danach wechselte sie an das Oberlyceum in Emden, wo sie 1913 ihr Abitur ablegte.
Nach dem Tod der Eltern übernahm sie die Verantwortung für ihre beiden jüngeren Geschwister. Obwohl ihr Wunsch, Theologie zu studieren, wohl schon früh feststand, ließ sie sich deshalb zur Volks- und Mittelschullehrerin ausbilden. Zu diesem Zweck besuchte sie nach ihrem Schulabgang das Emder Lehrerseminar. Dort legte sie 1914 die Lehramtsprüfung für Volks- und Mittelschulen ab. Anschließend arbeitete sie als Lehrerin und Leiterin an einer höheren Privatschule in Westrhauderfehn und unterrichtete dort auch an der Winter-Seefahrtschule. Von 1920 bis 1927 war Bourbeck Leiterin einer Privatschule in Dornum, wo sie auch unterrichtete. Mit ihrer Berufstätigkeit sicherte sie das Familieneinkommen. Berufsbegleitend legte sie die für ein Theologiestudium notwendigen Sprachprüfungen für das Hebraicum (1924) sowie für das Latinum und Graecum (beide 1926) ab. Danach nahm sie in Marburg und Münster ein Fernstudium der Theologie, Germanistik, Philosophie und Psychologie auf. Nachdem ihr jüngster Bruder 1927 sein Studium abgeschlossen hatte und Pastor geworden war, begann die damals 33-Jährige ein Vollzeitstudium in Münster und Jena, das sie in nur sechs Semestern abschloss. Das Erste theologische Examen absolvierte sie nicht, sondern legte zunächst ihr Staatsexamen in Religion, Deutsch und Philosophie ab, nachdem sie 1930 zur Direktorin der Dumasschen Schule in Leipzig gewählt worden war. Diese von der Inneren Mission getragene Mädchenschule war im selben Jahr aus einer Privatschule hervorgegangen. In Leipzig holte sie 1933 ihr Assessor-Examen nach.
Ab 1934 war sie bis 1938 Verantwortliche für katechetische Übungen am Prediger-Collegium St. Pauli in Leipzig. Von 1938 bis 1939 war sie Leiterin einer Bibelschule des Burkhardhauses in Bethel bei Bielefeld und gemeinsam mit Georg Merz Leiterin des Katechetischen Seminars der westfälischen Bekennenden Kirche Bielefeld. Bei Kriegsbeginn schloss das Burkhardhaus diese Schule. Bourbeck trat danach in den Dienst des zweiten Pfarrers bei der Schwesternschaft des Evangelischen Diakonievereins in Berlin-Zehlendorf und bereitete sich danach auf ihr zweites theologisches Staatsexamen vor, das sie am 3. April 1940 vor dem Prüfungsausschuss des Evangelischen Konsistoriums der Kirchenprovinz Westfalen in Münster ablegte. Am 25. August 1940 wurde sie durch den westfälischen Oberkonsistorialrat Philipps aus Münster in Berlin eingesegnet. Ohne das Erste theologische Examen abgelegt und ohne ein Vikariat abgeleistet zu haben, wurde sie anschließend als Vikarin anerkannt, was jedoch nach dem gültigen preußischen Vikarinnengesetz von 1927 auch für die Frauen vorgesehen war. Parallel dazu trieb sie ihre wissenschaftliche Karriere voran. 1945 wurde sie in Leipzig mit der Schrift „Schöpfung und Menschenbild in deutscher Dichtung um 1940“ zum Doktor der Theologie promoviert. Doktorvater war Martin Doerne.
Von 1946 bis 1961 wirkte Christine Bourbeck in Berlin, sowohl als Direktorin der Wohlfahrtsschule der Inneren Mission im Evangelischen Johannesstift als auch als Leiterin der durch ihre Initiative gegründeten Schwesternhochschule der Diakonie und Inhaberin der dritten Pfarrstelle am Ev. Johannesstift in Berlin-Spandau. Von 1951 bis 1965 war sie ehrenamtliche Vorsitzende des Konvents Evangelischer Theologinnen in Deutschland. Der Vizepräsident der Evangelischen Kirche der Union, Oskar Söhngen, verabschiedete die seinerzeit 67-Jährige 1961 im Rahmen einer großen Feier in den Ruhestand. Diesen verbrachte Bourbeck gemeinsam mit ihrer Lebensgefährtin Hildegard Ellenbeck in Bad Pyrmont, wo sie am 20. Februar 1974 starb.

## Schaffen
1929 trat Christine Bourbeck dem Verband evangelischer Theologinnen bei, der sie 1951 zur Vorsitzenden wählte, ein Amt, das sie bis 1965 ausübte. In dieser Funktion war sie maßgeblich an der Ausarbeitung des Pastorinnengesetzes der Evangelischen Kirche der Union (Verordnung über das Amt der Pastorin in der Evangelischen Kirche der Union vom 3. Juli 1962) beteiligt.
Außerdem sorgte sie dafür, dass die von den Nationalsozialisten verbotene Zeitschrift „Die Theologin“ ab 1954 wieder erscheinen konnte.
Christine Bourbeck verfasste vierzehn selbstständige Schriften und etwa einhundert Aufsätze in den Bereichen Theologie und Dichtung, Anthropologie und Seelsorge. Neu war in den 1960er Jahren die durch sie angeregte theologische Reflexion über das Alter. Zu diesem Thema verfasste sie mehrere Schriften.
Schon vor ihrem Mitwirken an dem Pastorinnengesetz galt Bourbeck als eine gewichtige Stimme für die zunehmende Gleichstellung von Frauen und Männern im Pfarrberuf. In der damaligen Evangelischen Kirche der altpreußischen Union (EKU) waren Frauen seit 1927 zum Ersten und Zweiten theologischen Examen zugelassen. Trotzdem erhielten sie in den meisten Gliedkirchen der Evangelischen Kirche in Deutschland (EKD) und ihren Vorläuferinstitutionen abgesehen von verschiedenen Formen des Lehrvikariats keinerlei seminaristische Ausbildung. Auf Predigerseminaren der meisten Landeskirchen waren Frauen nicht zugelassen. Andere Kirchen wie die pfälzische, württembergische und hessen-nassauische Kirche bildeten die Vikarinnen ab den 1950er Jahren gemeinsam mit ihren männlichen Kollegen in den Predigerseminaren aus. Dies wollte Bourbeck ändern. Als Studiendirektorin am Ev. Johannesstift in Berlin-Spandau verfasste sie für die Kirchenkanzlei der EKU einen Plan für einen viermonatigen Winterkurs für Lehrvikarinnen. Darin entwarf sie einen Kurs für zehn Frauen, die bereits ein Jahr in der Gemeinde ausgebildet wurden. Dieser Plan traf auf Zustimmung der Kirchenkanzlei. In der Folge gründete sie 1952 das erste Vikarinnenseminar der Evangelischen Kirche der altpreußischen Union (ab 1953: Evangelische Kirche der Union) am Johannisstift in Berlin-Spandau, das sie bis zu ihrem Ruhestand leitete. Dieses nahm im November des Jahres  mit neun Lehrvikarinnen, davon drei aus der DDR, im damaligen Haus Heideborn (heute: Jochen-Klepper-Haus) seinen Studienbetrieb auf und war das erste Theologinnenseminar in Deutschland, „ein Studienseminar, das das für Frauen meist nicht zugängliche Predigerseminar in den einzelnen Landeskirchen ersetzte und zunächst auch von den Lehrvikarinnen aus der DDR besucht wurde“. Bis zu ihrem Ruhestand 1961 absolvierte ein großer Teil der Theologinnen in Deutschland ihr Vikarinnenseminar, weshalb Bourbeck das „Berufsbild einer ganzen Theologinnengeneration geprägt“ hat. Das Vikarinnenseminar zog nach ihrem Ruhestand nach Potsdam und schließlich nach Gnadau. Am 1. September 1969 wurde es von der EKU in „Predigerseminar Gnadau“ umbenannt. Dieses wurde 1996 geschlossen, die Ausbildung der Vikarinnen und Vikare aus den ostdeutschen EKU-Kirchen erfolgt seither in den Predigerseminaren Brandenburg/Havel und Wittenberg.

## Werke (Auswahl)
Ausführliche Bibliographien enthalten Heike Lipski-Melchior: Christine Bourbeck – ein Porträt. Leben, Wirken und Denken einer Lehrerin und Theologin und Ursula Basse-Soltau: Christine BOURBECK. (PDF) Abgerufen am 1. Dezember 2020.
- Schöpfung und Menschenbild in deutscher Dichtung um 1940 (= Religion und Dichtung. Bd. 1) Hausmann, Peters, Bergengruen. Christl. Zeitschriftenverlag, Berlin 1947.
- Gefährdung und Verheißung der menschlichen Person im technischen Zeitalter. In: Junge Kirche. 13, 1952, S. 2–9.
- Das Alter im Lichte der Seligpreisungen. Schriftenmissions-Verlag, Gladbeck 1963.
- Freiheit in Gottesfurcht. Die Wurzeln des wissenschaftlich-technischen Zeitalters und ihre Bedeutung für das mitmenschliche Leben. MBK-Verlag, Bad Salzuflen 1965.

## Auszeichnungen
- Zu ihrem 70. Geburtstag verlieh die Theologische Fakultät der Universität Göttingen Christine Bourbeck 1964 die Ehrendoktorwürde.[3]
- Das Gästehaus des Evangelischen Predigerseminars Wittenberg ist seit 2016 nach Christine Bourbeck benannt.
- Im Rahmen des Projektes „Würdigung und Aufarbeitung der Geschichte der Ordination von Frauen auf dem Gebiet der heutigen Evangelischen Kirche Berlin-Brandenburg-schlesische Oberlausitz“ entstand unter dem Titel „Vorgängerinnen. Der Weg von Frauen in das geistliche Amt“ eine Ausstellung, in der auch Christine Bourbeck gewürdigt wurde. Eröffnet wurde die Ausstellung im Rahmen eines Festaktes am 30. April 2019 in der Parochialkirche zu Berlin.